# Rancho Norte
Rancho Norte es una localidad de Bolivia, ubicada al sur del país. Administrativamente se encuentra en el municipio de San Lorenzo de la provincia de Méndez en el departamento de Tarija.
El sitio está a una altitud de 1990 m s. n. m. en la margen derecha del río Nuevo Guadalquivir, doce kilómetros al norte de la ciudad de Tarija.

## Geografía
Rancho Norte está ubicado en el borde sureste de la meseta alta del Altiplano boliviano, ya en la zona de los valles interandinos. Debido a su ubicación en el interior, el clima es seco durante más de la mitad del año, pero mucho menos duro que el de la meseta y tiene un clima diurno típico en el que las fluctuaciones de temperatura entre el día y la noche suelen ser significativamente mayores que las fluctuaciones estacionales.
La temperatura media anual de la región es de 19 °C y fluctúa sólo ligeramente entre 15 °C en junio/julio y 22 °C de diciembre a febrero. La precipitación anual es de unos 550 mm, con una estación seca pronunciada de abril a octubre con una precipitación mensual inferior a 30 mm, y una estación húmeda de diciembre a febrero con más de 100 mm de precipitación mensual.

## Demografía
La población de la localidad ha aumentado levemente en las últimas dos décadas:
| Año  | Habitantes | Fuente |
| ---- | ---------- | ------ |
| 1992 | 1 035      | Censo  |
| 2001 | 1 016      | Censo  |
| 2012 | 1 123      | Censo  |

## Transporte
Rancho Norte se encuentra a doce kilómetros por carretera al norte de Tarija, la capital del departamento homónimo.
La ruta troncal asfaltada Ruta 1 conduce por Tarija, la cual atraviesa todo el Altiplano boliviano en sentido sur-norte desde Bermejo por el sur en la frontera con Argentina hasta la frontera con Perú en Desaguadero, pasando por las ciudades de Potosí, Oruro y El Alto. Doce kilómetros al norte de Tarija en Rancho Norte, la Ruta 1 sale del valle del río Guadalquivir hacia el oeste, mientras que un camino rural pavimentado se dirige hacia el norte a San Lorenzo y luego a Lajas Merced y Canasmoro.